# Сподин, Анатолий Иосифович
Спо́дин Анато́лий Ио́сифович (20 мая 1928  с. Паволочь, Попельнянского района, Житомирской области, Украины—12 июня 2016 г. Ставрополь,Россия) — целинник, агроном, советский партийный работник.

## Биография
Окончил агрономический факультет Белоцерковского сельскохозяйственного института. Трудовую деятельность начал на целине в Казахстане агрономом 2-го отделения Аятского совхоза (1954 год), затем трудился  главным агрономом совхоза «Аршалинский» (1954—1961). С 1961 по 1968 директор совхоза «Путь к Коммунизму», Денисовского района, Казахстана.
Назначен Вторым секретарем Орджоникидзевского райкома партии (1968—1974), Председателем Джетыгаринского райисполкома партии (1974-1975 годы). С 1975 по 1985 — Первый секретарь Джетыгаринского райкома партии. Работал Исполнительным секретарём Облисполкома (1985—1986, заместителем председателя Правления по сельскохозяйственному производству Кустанайского облпотребсоюза (1986—1990).

## Награды
Награждён Орденом Ленина в 1966 году, Орденом Трудового Красного Знамени в 1971 году, орденом «Знак Почёта» в 1976 году, орденом Дружбы народов в 1980 году.
А также медалями: За освоение целинных земель в 1956 году, Большая серебряная медаль за успехи в социалистическом сельском хозяйстве в 1956 году, Серебряная медаль за успехи в народном хозяйстве СССР в 1971 году, Ветеран труда в 1988 году, 50 лет Победы в Великой Отечественной войне 1941-1945, Юбилейная медаль 50 лет Целине, 60 лет Победы в Великой Отечественной войне 1941-1945.

## Трудовая деятельность
Вот как вспоминает Анатолий Иосифович: «Выбросили меня словно десантника. Холодно, ветер пронизывающий. Стою на обочине дороги, думаю: куда занесло! И зачем я здесь, что мне делать, кому я нужен со своим дипломом? Но ведь именно к этой цели устремлена вся моя жизнь: быть агрономом, землеустроителем, переделывать облик земли».
Семь лет он работал главным агрономом. И семь лет Сподин возглавлял совхоз «Путь к коммунизму».
Сподин был решительным смелым человеком, часто шёл на риск, и в то же время он опирался на точные расчёты. Анатолий Иосифович в один год приказал засеять пары, он вычитал, что целиноградский метеоролог сообщил, что осадков ожидается много, поговорил со стариками. Вместе пришли к выводу, что приметы хорошие. В итоге рискнули, но сколько хлеба взяли! 
Совхоз «Путь к коммунизму» первым в районе выполнил план сдачи хлеба государству, отправив на элеватор 72 570 центнеров зерна. За перевыполнение плана по сдаче зерна государству в 1966 году Сподин был награждён Орденом Ленина.
В 1961 году, после совещания директоров совхозов Казахстана в Целинограде под председательством Н.С. Хрущёва, Анатолий Сподин занялся развитием птицеводства. В совхозе "Путь к Коммунизму" построили птицеферму. Птицеводческая  отрасль и улучшение работы в других отраслях животноводства позволило хозяйству повысить сдачу мяса с 170 до 480 тонн. В 1968 году на базе этой птицефермы была образована "Приаятская" птицефабрика, которая в 1969 году вышла на уровень сдачи мяса(только птицы) свыше 1700 тонн. В этот период Орджоникидзевский район в целом всеми видами скота и птицы увеличил сдачу мяса до 13 000 тонн.
Будучи директором совхоза «Путь к коммунизму» А. И. Сподин много сил и внимания отдал воспитанию подрастающего поколения. Он был для ребят другом и советчиком. Анатолий Иосифович интересовался не только трудовыми успехами молодежи, но и проблемами её воспитания. На комсомольских собраниях он избегал сухих назиданий, а высказывал полезные идеи, поддерживая у молодежи интересную инициативу, давал коллективу нужный настрой.